# Tourbillon de Lamb-Oseen

Représentation vectorielle du tourbillon de Lamb–Oseen.

En mécanique des fluides le tourbillon de Lamb-Oseen est un écoulement tourbillonnaire de géométrie cylindrique et  d'extension infinie, solution des équations de Navier-Stokes instationnaires pour les écoulements incompressibles. Il est ainsi nommé d'après les travaux de Horace Lamb et de Carl Wilhelm Oseen.
Il est décrit dans un système de coordonnées cylindriques par :
{\displaystyle V_{\theta }(r,t)={\frac {\Gamma }{2\pi r}}\left[1-\exp \left(-{\frac {r^{2}}{r_{c}^{2}}}\right)\right]}
où
- {\displaystyle r} = est la coordonnée,
- {\displaystyle r_{c}(t)={\sqrt {4\nu t+r_{c}(0)^{2}}}} le rayon moyen,
- {\displaystyle \nu } = viscosité cinématique,
- {\displaystyle \Gamma } = circulation de cet écoulement.

La vitesse radiale est nulle.
la vitesse est maximale à la distance :
{\displaystyle r_{\max }(t)={\sqrt {\alpha }}r_{c}(t)}
où {\displaystyle \alpha =1.25643...}
Le tourbillon est donné par :
{\displaystyle {\begin{array}{rcl}\Omega (r,t)&=&{\frac {\Gamma }{\pi r_{c}^{2}}}\exp \left(-{\frac {r^{2}}{r_{c}^{2}}}\right)\\[0.6em]V_{\theta }(r,t)&=&V_{\theta }(r_{\max })\left(1+{\frac {1}{2\alpha }}\right){\frac {r_{\max }}{r}}\left[1-\exp \left(-\alpha {\frac {r^{2}}{r_{\max }^{2}}}\right)\right]\end{array}}}
Le champ de pression associé est :
{\displaystyle {\partial p \over \partial r}=\rho {V_{\theta }^{2} \over r}}
où ρ est la masse volumique.